# Fernand Darchicourt
Fernand Darchicourt, né le 26 septembre 1917 à Saint-Étienne (Loire) et mort le 23 décembre 1968 à Gasville (Eure-et-Loir), est un homme politique français.

## Biographie
Né en 1917 au sein d'une famille de mineurs du Pas-de-Calais qui a fui l'invasion allemande pour se réfugier dans le bassin houiller de la Loire, Fernand Darchicourt devient à l'âge de 13 ans ouvrier métallurgique à Henin-Liétard (aujourd'hui Hénin-Beaumont), puis mineur à la fosse n°6. Il adhère aux Jeunesses socialistes dès cet âge. Il est fait prisonnier par l'envahisseur allemand en 1940. Rapatrié vers sa région en 1943 par train sanitaire, il intègre la Résistance. Sous l'étiquette SFIO, il est élu conseiller municipal d'Hénin-Liétard (actuel Hénin-Beaumont) en 1944, maire en 1953, puis député en 1958. Jamais battu aux élections, il décède à l'âge de 51 ans alors qu'il détient encore ces mandats.
Il est le père d'Yves Darchicourt, militant d'extrême droite.

## Détail des fonctions et des mandats
Mandats locaux
- 1953 - 1959 : Maire d'Hénin-Liétard
- 1959 - 1965 : Maire d'Hénin-Liétard
- 1965 - 23 décembre 1968 : Maire d'Hénin-Liétard
- 1955 - 1961 : Conseiller général du canton de Carvin

Mandats parlementaires
- 30 novembre 1958 - 9 octobre 1962 : Député de la 14e circonscription du Pas-de-Calais
- 25 novembre 1962 - 2 avril 1967 : Député de la 14e circonscription du Pas-de-Calais
- 12 mars 1967 - 30 mai 1968 : Député de la 14e circonscription du Pas-de-Calais
- 30 juin 1968 - 1er décembre 1968 : Député de la 14e circonscription du Pas-de-Calais